# 두장

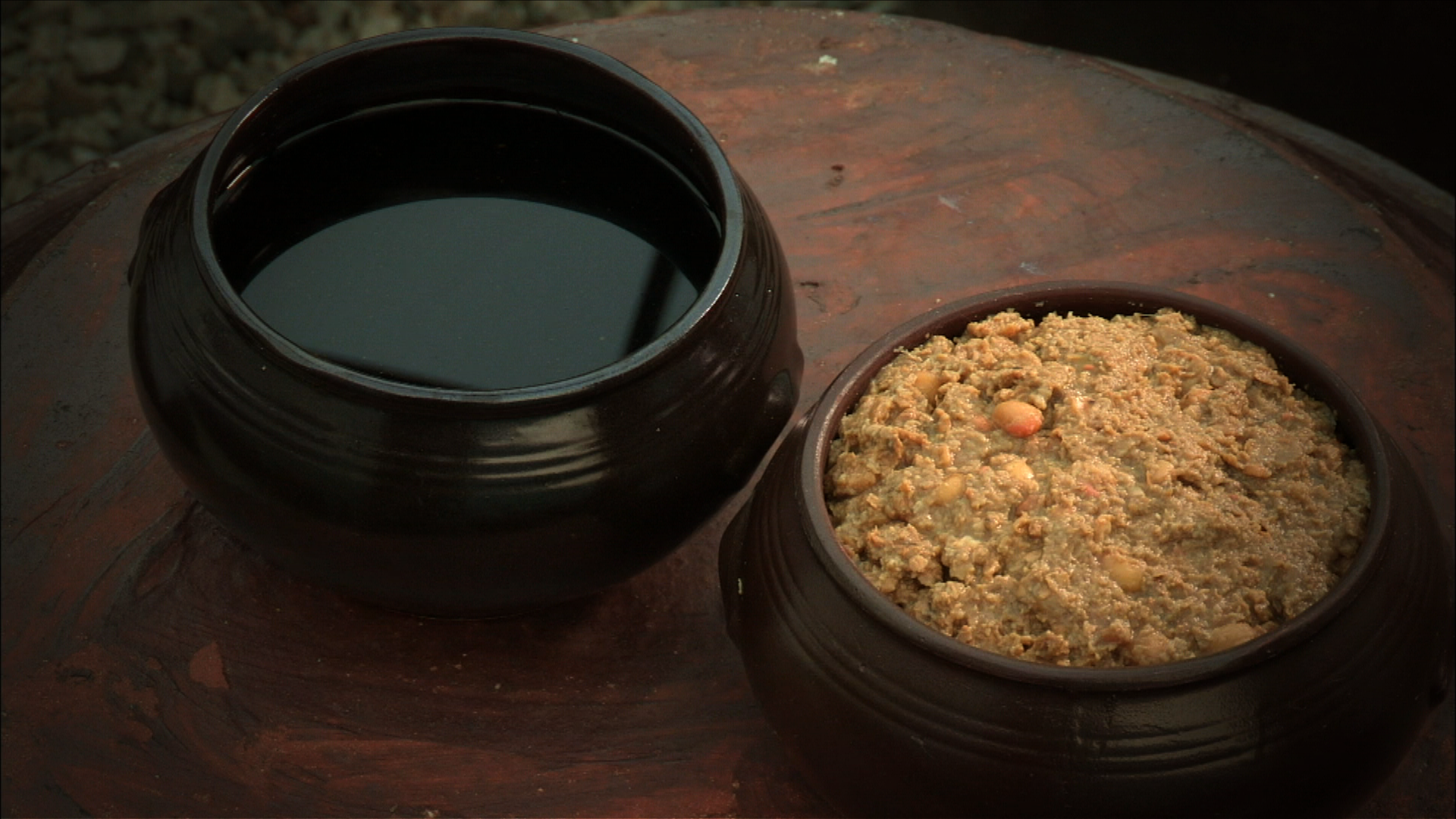
간장과 된장

두장(豆醬)은 콩을 발효시켜 만든 장이다.

## 종류
| 이름        | 사진 | 나라                 | 설명                                                                                              |
| ----------- | ---- | -------------------- | ------------------------------------------------------------------------------------------------- |
| 간장        |      | 동아시아· 동남아시아 | 콩을 발효시켜 만든 짠 소스이다.                                                                   |
| 국간장      |      | 한국                 | 콩으로 쑨 메주를 소금물에 담가 만든 간장이다.                                                     |
| 낫토        |      | 일본                 | 콩을 고초균으로 발효시켜 만든 음식이다.                                                           |
| 노추        |      | 중국                 | 중국식 간장을 떠내고 남은 페이스트에 물, 소금, 눌은 설탕을 타 만든 간장이다.                      |
| 된장        |      | 한국                 | 콩으로 쑨 메주를 소금물에 담가 만든 것에서 간장을 떠내고 남은 페이스트이다.                       |
| 두반장      |      | 중국                 | 누에콩과 콩을 발효시킨 뒤 고추와 소금, 여러 가지 향신료를 넣어 만든 페이스트이다.                 |
| 따오찌아오  |      | 태국                 | 콩을 발효시켜 만든 페이스트이다.                                                                  |
| 뜨엉        |      | 베트남               | 콩과 곡물(찹쌀, 옥수수 등)을 섞은 것을 누룩곰팡이로 발효시켜 만드는 페이스트이다.                 |
| 미소        |      | 일본                 | 콩과 곡물(쌀, 보리 등)을 섞은 것을 누룩곰팡이로 발효시켜 만드는 페이스트이다.                     |
| 뽄예지      |      | 미얀마               | 말콩을 발효시켜 만든 페이스트이다.                                                                |
| 장유가오    |      | 타이완               | 콩을 발효시켜 만든 걸쭉한 간장이다.                                                               |
| 청국장      |      | 한국                 | 삶은 콩을 더운 방에서 띄워 만든 발효식품이다.                                                     |
| 케찹 마니스 |      | 인도네시아           | 아스페르길루스 웬티이 균으로 발효시킨 검은콩과 볶은 곡물, 소금, 야자당을 넣어 만드는 단 간장이다. |
| 타우초      |      | 해양 동남아시아      | 콩과 밀가루를 발효시켜 만든 페이스트이다. 말레이시아, 인도네시아 등에서 먹는다.                   |

## 같이 보기
- 메주
- 어장